# Centrum Szkolenia Wojsk Obrony Terytorialnej

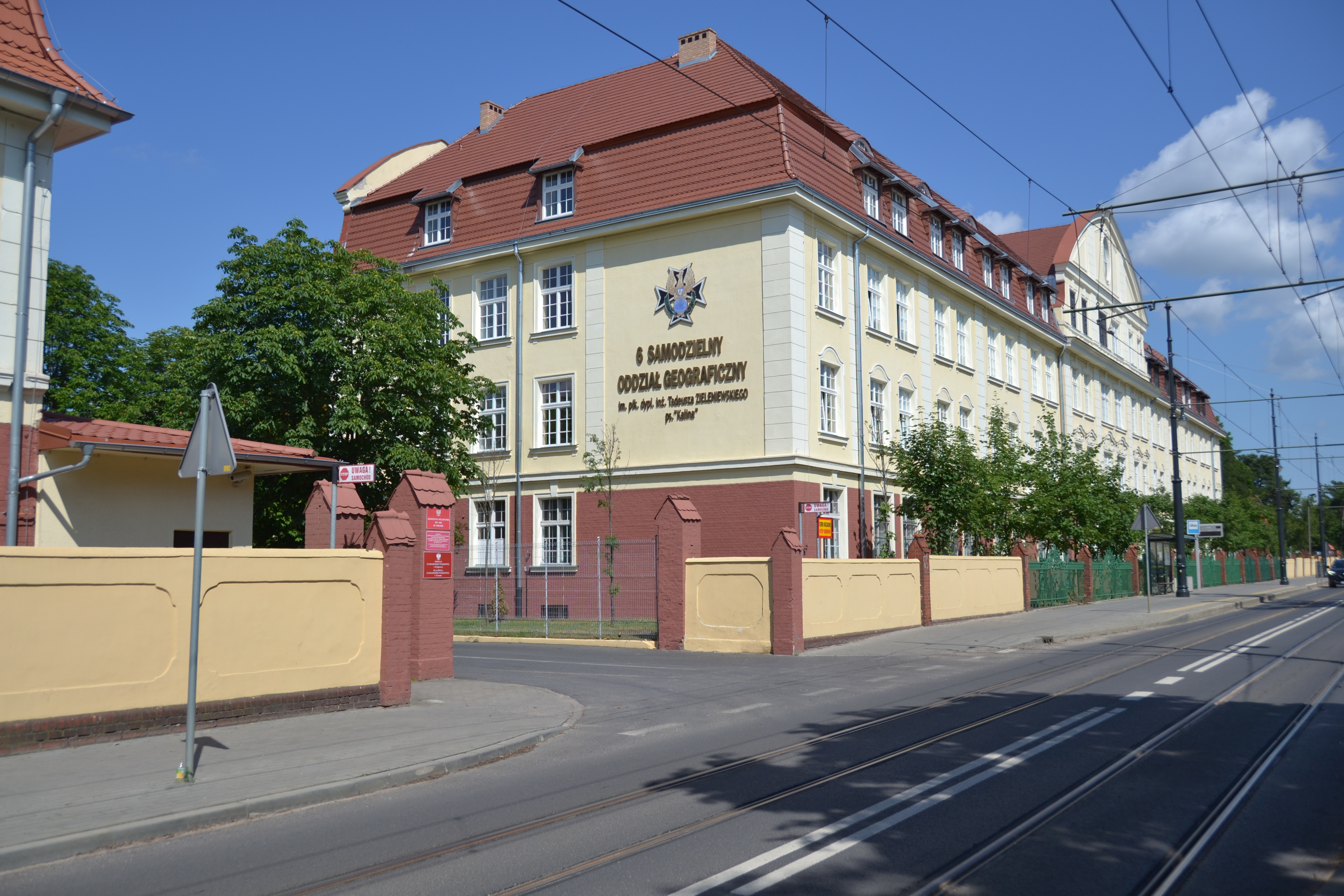
Koszary przy ul Sienkiewicza, w których ma siedzibę m.in. Centrum Szkolenia WOT

Centrum Szkolenia Wojsk Obrony Terytorialnej im. kpt. Eugeniusza Konopackiego (CSWOT) – jednostka szkoleniowa kształcąca na potrzeby Wojsk Obrony Terytorialnej (WOT). Znajduje się przy ul. Sienkiewicza 37 w Toruniu.
Centrum Szkolenia WOT w Toruniu powołano do życia w lipcu 2018 roku. Jego komendantem został płk Mariusz Miechowicz. Szkoli ono żołnierzy do funkcji dowódczych i specjalistycznych. W pierwszym szkoleniu tego typu wzięło udział 23 żołnierzy WOT, w tym 4 zawodowych i 19 ochotników. Certyfikat z tego kursu otrzymało 19 uczestników szkolenia. W Centrum, oprócz żołnierzy WOT, szkoli się także żołnierzy innych rodzajów sił zbrojnych, w tym żołnierzy innych państw.  
Decyzją nr 90/MON Ministra Obrony Narodowej z dnia 30 czerwca 2020, patronem Centrum został kpt. Eugeniusz Konopacki.
2 października 2021 roku na Rynku Staromiejskim odbyła się uroczysta prezentacja sztandaru CSWOT.

Insygnia
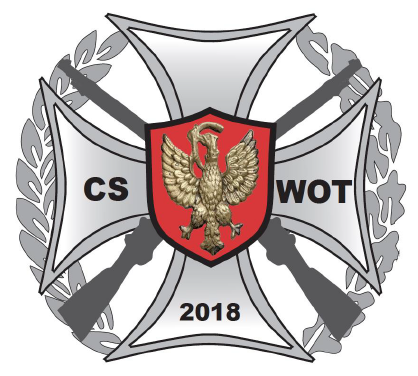
Odznaka pamiątkowa
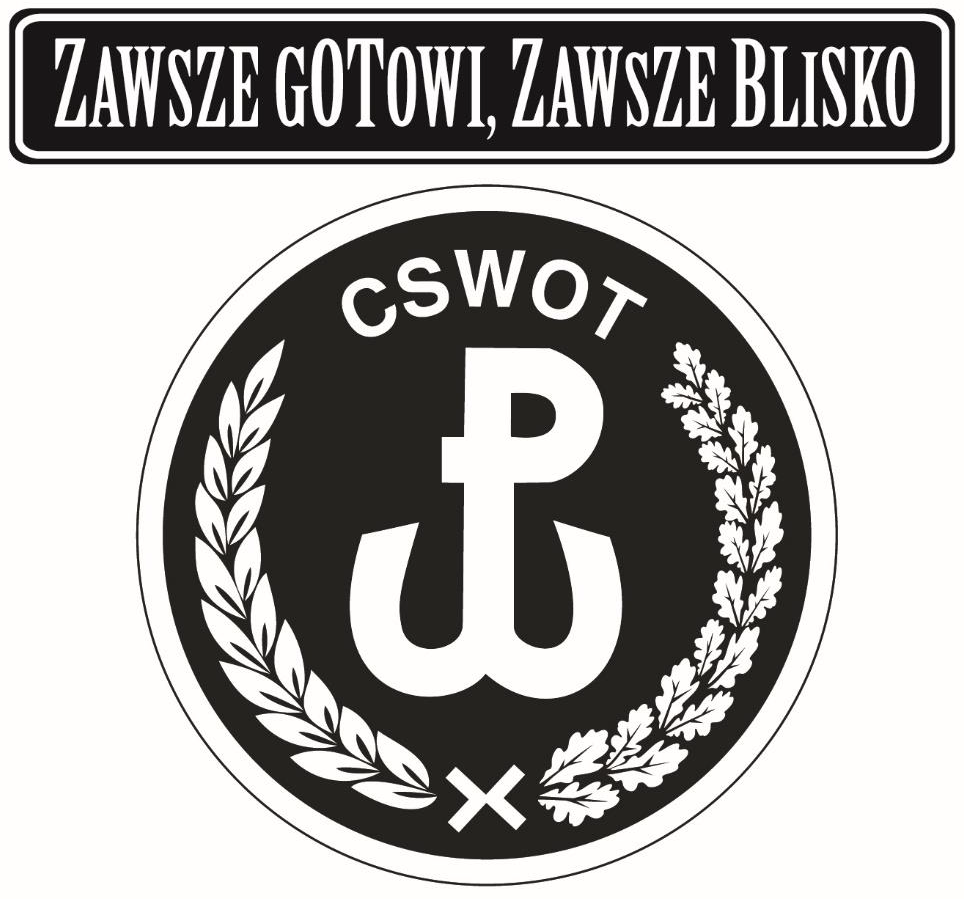
Oznaka rozpoznawcza na mundur wyjściowy
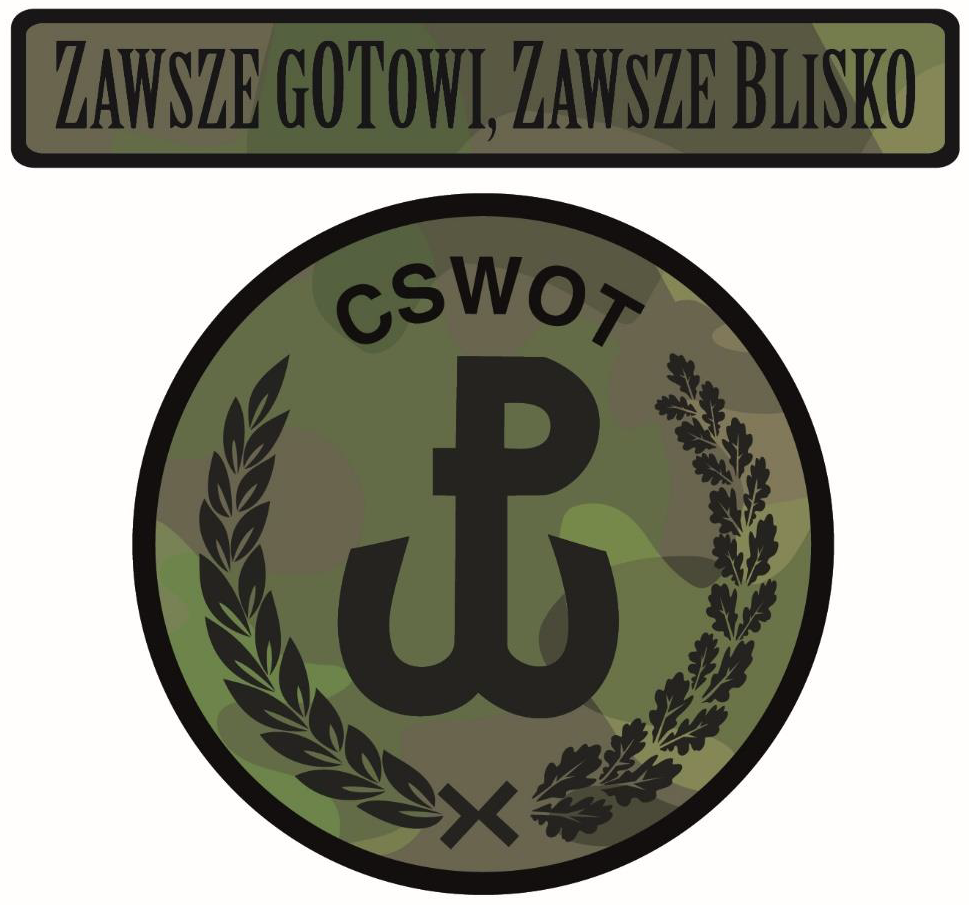
Oznaka rozpoznawcza na mundur polowy

## Komendanci
| Stopień, imię i nazwisko   | Okres pełnienia służby |
| -------------------------- | ---------------------- |
| płk Mariusz Miechowicz     | 2018–2020              |
| płk Krzysztof Leszczyński  | 2020–2021              |
| płk Edward Chyła           | 2021–2023              |
| płk dr Przemysław Żukowski | od 2023–obecnie        |